# بونتيستورا
بونتيستورا (بالإيطالية: Pontestura)‏ هي بلدية في مقاطعة ألساندريا في إقليم بييمونتي في إيطاليا.

## السكان
في سنة 1861 بلغ عدد السكان 2٬971 نسمة، وتطور العدد ليصل في سنة 2011 لـ 1٬508 نسمة.
يظهر هذا المخطط البياني تطور النمو السكاني لـ بونتيستورا